# Ieu Koeus
Ieu Koeus (né en 1905 et mort le 14 janvier 1950 à Phnom Penh) est un homme politique cambodgien, premier ministre du Cambodge pendant neuf jours du 20 au 29 septembre 1949.

## Biographie

Le drapeau actuel du Cambodge a été dessiné sous la direction d'Ieu Koeus en 1947.

Intellectuel reconnu de Battambang, Ieu Koeus sera avec notamment Sim Var et le Prince Sisowath Youtevong un des principaux fondateurs, en avril 1946, du parti démocrate, qui allait dominer la vie politique cambodgienne entre la fin de la Seconde Guerre mondiale et l'indépendance de 1953.
Après les élections de 1947 au cours desquelles il obtient près de 85 % des voix dans sa circonscription de Phnom Penh, il est nommé président de l'assemblée nationale.
Quelques mois après sa nomination, il s'opposera au gouvernement à la suite d’un trafic de coton dans lequel plusieurs députés démocrates étaient impliqués, dont Sam Nhean, alors vice-président de l’assemblée et qui dut démissionner du parti. Le premier ministre Chean Vam demanda les pleins pouvoirs et la possibilité de lever l’immunité des parlementaires pour mener à bien l’enquête, mais Ieu Koeus refusait d’accéder à la demande, craignant de créer un précédent qui pourrait affaiblir le parlement qu'il présidait. Un vote eut lieu et la requête gouvernementale fut rejetée par 23 votes contre 21 provoquant peu après la chute du cabinet Chean Vam.
Dans la nuit du 14 janvier 1950, un agresseur lança une grenade dans l’entrée du siège du parti démocrate, blessant grièvement Ieu Koeus qui se trouvait à l’intérieur du bâtiment. Il fut transporté par cyclo-pousse à l’hôpital mais succomba à ses blessures peu après. Un voisin témoin de l’attaque couru après l’assaillant, le rattrapant et le conduisit au poste de police. Le prisonnier était un illettré qui affirma être membre du Parti libéral avant de se rétracter. Craignant les représailles, le Prince Norodom Norindeth (en), dirigeant des libéraux, s’enfuit en France avant qu’une enquête ne soit menée. Cette fuite ne fut pas contrariée et aurait même été facilitée par le pouvoir colonial et la police cambodgienne dirigée par un certain Lon Nol.
Près de 50 000 personnes suivirent le cortège funèbre, arborant des banderoles affirmant que « Koeus a donné sa vie pour le parti », ce qui n’était pas du goût du roi Norodom Sihanouk et de ses séides, qui trouvaient le slogan captieux ou stupide, voire les deux. Les Français accusaient les rebelles indépendantistes khmers issarak qui auraient voulu tuer Ieu Koeus avant que l’Assemblée ne soit reconduite. D’autres sources incriminaient tantôt les Français, Sihanouk voire Yem Sambaur, le nouveau premier ministre. Il est aussi possible que plusieurs d’entre eux aient eu vent de la tentative d’attentat mais n’avaient rien fait pour l’empêcher.